# Quartiere Missaglia
Il quartiere Missaglia è un complesso di edilizia residenziale pubblica di Milano, posto alla periferia meridionale della città, nel quartiere del Gratosoglio.
Prende il nome dalla via dei Missaglia, un grande asse di penetrazione urbana che lo delimita sul lato orientale.

## Storia
Il quartiere Missaglia, progettato dallo studio Nizzoli Associati, venne costruito dallo IACP di Milano dal 1966 al 1971 o, secondo un'altra fonte, dal 1968 al 1972.
Esso venne costruito in un'area compresa fra i quartieri Chiesa Rossa e Gratosoglio, consolidando così la presenza dell'edilizia pubblica lungo la direttrice di via dei Missaglia.
Il complesso si distingue nettamente da Gratosoglio da venne ufficialmente separato con l'istituzione del supercondominio Quartiere Missaglia quando - gli immobili vennero venduti direttamente - non posti a riscatto/concessi in locazione.  
Oggetto di continui ammodernamenti ed efficientamenti energetici, incluso il progetto relativo di una nuova recinzione per l'area residenziale già dotata di sbarre e tornelli che impediscono l'accesso ai non residenti ai giardini privati ed alle strade pedonali prive di traffico veicolare. 

Caratteristiche

Mappa del quartiere
1: Negozi
2: Asilo nido
3: Scuola materna
4: Scuola elementare
5: Scuola superiore

Il quartiere è composto da lunghi fabbricati in linea, costituiti dalla ripetizione di un unico modulo base, comprendente appartamenti di due, tre, quattro e cinque locali.
I fabbricati sono disposti parallelamente fra loro, delimitando degli spazi centrali privati, sistemati a giardino, sotto i quali sono siti i posti auto interrati. Al piano campagna su un lato, gli edifici sono serviti da una rete di strade carrabili ma utilizzate come pedonali, sull'altro lato sono serviti da sentieri non carrabili, oltre che da un piano interrato con vie di accesso private carrabili collegate con le strade pubbliche.
Per la costruzione venne adottato un sistema di prefabbricazione, prodotto dalla Fintech Italcamus, a cui si deve la schematicità dei prospetti, peraltro coscientemente esibita dai progettisti.
I servizi pubblici, posizionati ai margini dell'insediamento, comprendono due aree commerciali, due aree a verde pubblico, un grande complesso scolastico e alcuni edifici scolastici minori.  Attualmente le aree commerciali di rimpetto includono anche esercizi commerciali che trattano beni di lusso ed un business center all'interno del quale è presente anche l'Ufficio Territoriale n. 5 dell'Agenzia delle Entrate oltre a numerose aziende.   I servizi raggiungibili a piedi comprendono specificatamente, ambulatori medici, uffici postali, farmacie, esercizi di somministrazione (bar - pizzerie - ristoranti) e dei beni di prima necessità (panetterie - alimentari), lavanderie, barbieri/parrucchieri, discount e supermercati di medie/grandi dimensioni, ecc ...   
Il quartiere comprende complessivamente 1200 unità abitative, assegnate a riscatto, secondo la legge 1179 del 1965.  Con la formazione del Supercondominio limitatamente al solo "Quartiere Missaglia" (esclusivamente per le Vie Orlando - De Ruggiero - Minerbi - Martini) le unità abitative sono state invece vendute direttamente e non più locate a riscatto, queste sole vie sono incluse anche nel nuovo accordo territoriale per le locazioni agevolate siglato nel 2023 tra il Comune di Milano e le associazione di categoria di inquilini e proprietari nella zona 4. 

## Infrastrutture e Trasporti
Il quartiere Missaglia è servito da due tram, il 3 (Gratosoglio - Duomo M1-M3) e il 15 (Rozzano - Duomo M1-M3), nelle fermate:
- Via dei Missaglia Via de Ruggiero, fermata molto trafficata in quanto offre l'unico collegamento con il quartiere Le Terrazze.
- Via dei Missaglia Via Feraboli.

Il quartiere è servita anche da una sola linea di Autobus la 79, che fa solo le fermate periferiche in Via Gratosoglio e in Via Feraboli.